# قتادة بن دعامة
قتادة بن دعامة (61 هـ- 118 هـ ، 680 - 736م). قتادة بن دعامة السَّدوسي، أبو الخطاب. تابعي وعالم في العربية واللغة وأيام العرب والنسب، محدث، مفسر، حافظ، علامة. كان ضريرًا أكمه. وكان يقول: «"ماقلت لمحدث قط أعد عليَّ، وما سمعت أذناي قط شيئًا إلا وعاه قلبي"». قال أحمد بن حنبل: «"كان قتادة أحفظ أهل البصرة لا يسمع شيءًا إلا حفظه؛ قرئت عليه صحيفة جابر مرة واحدة فحفظها"».

## سيرته
هو أبو الخطاب قتادة بن دعامة بن قتادة بن عزيز، وقيل قتادة بن دعامة بن عكابة السدوسي البصري، والسدوسي هي إحدى قبائل ربيعة بن نزار. وصفه الذهبي بـ: «حافظ العصر، قدوة المفسرين والمحدثين...وكان من أوعية العلم، وممن يُضرب به المثل في قوة الحفظ.»

### روايته للأحاديث
روى عن عبد الله بن سرجس، وأنس بن مالك، وأبي الطفيل عامر بن واثلة الكناني، وسعيد بن المسيب، وأبي العالية الرياحي، وصفوان بن محرز، وأبي عثمان النهدي، وزرارة بن أوفى، والنضر بن أنس بن مالك، وعكرمة مولى ابن عباس، وأبي المليح ابن أسامة، والحسن البصري، وبكر بن عبد الله المزني، وأبي حسان الأعرج، وهلال بن يزيد، وعطاء بن أبي رباح، ومعاذة العدوية، وبشر بن عائذ المنقري، وبشر بن المحتفز، وبشير بن كعب، وأبي الشعثاء جابر بن زيد، وجري بن كليب السدوسي، وحبيب بن سالم، وحسان بن بلال، وحميد بن عبد الرحمن بن عوف، وخالد بن عرفطة، وخلاس الهجري، وخيثمة بن عبد الرحمن، وسالم بن أبي الجعد، وشهر بن حوشب، وعبد الله بن شقيق، وعقبة بن صهبان، ومطرف بن عبد الله بن الشخير، ومحمد بن سيرين، ونصر بن عاصم الليثي، وأبي مجلز، وأبي أيوب المراغي، وأبي الجوزاء الربعي، وعن عمران بن حصين، وسفينة مولى رسول الله، وأبي هريرة مُرسلاً، وعن مسلم بن يسار، وقزعة بن يحيى، وعامر الشعبي، وغيرهم.
ورى عنه أيوب السختياني، وابن أبي عروبة، ومعمر بن راشد، والأوزاعي، ومسعر بن كدام، وعمرو بن الحارث المصري، وشعبة بن الحجاج، وجرير بن حازم، وشيبان النحوي، وهمام بن يحيى، وحماد بن سلمة، وأبان العطار ، وسعيد بن بشير، وسلام بن أبي مطيع، وشهاب بن خراش، وحسام بن مصك، وخليد بن دعلج، وسعيد بن زربي، والصعق بن حزن، وعفير بن معدان، وموسى بن خلف العمي، ويزيد بن إبراهيم التستري، وأبو عوانة الوضاح بن عبد الله اليشكري، وغيرهم كثير.

### مكانته عند العلماء ومدحهم له
قال الذهبي: «وهو حجة بالإجماع إذا بين السماع...ومع هذا فما توقف أحد في صدقه، وعدالته وحفظه »، وقال محمد بن سيرين: «قتادة أحفظ الناس.»، وقال سعيد بن المسيب: «ما أتاني عراقي أحفظ من قتادة »، وقال سفيان بن عيينة: «قالوا: كان معمر  يقول : لم أر في هؤلاء أفقه من الزهري وقتادة وحماد.»، وقيل عنه: «إن لم تجد إلا مثل عبادة ثابت، وحفظ قتادة، وورع ابن سيرين، وعلم الحسن، وزهد مالك بن دينار  لا تطلب العلم.»، وقال مطر الوراق: «كان قتادة عبد العلم.»، وقال سلام بن أبي مطيع: «كان قتادة  يختم القرآن في سبع ، وإذا جاء رمضان ختم في كل ثلاث ، فإذا جاء العشر ختم كل ليلة.»
وقال أحمد بن حنبل: «كان قتادة  عالما بالتفسير، وباختلاف العلماء.» ثم وصفه بالفقه والحفظ ومدحه، ثم قال: «قلما تجد من يتقدمه »، وقال سفيان الثوري: «وهل كان في الدنيا مثل قتادة.»، وقال ابن حجر العسقلاني: «ثقة ثبت »، وقال محمد بن سعد البغدادي: «وكان ثقة مأمونًا حجة في الحديث.»، وقال العجلي: «يكنى أبا الخطاب، بصري، تابعي، ثقة »

### من أقواله
- من يتق الله يكن الله معه، ومن يكن الله معه، فمعه الفئة التي لا تغلب، والحارس الذي لا ينام والهادي الذي لا يضل.[7]
- باب من العلم يحفظه الرجل يطلب به صلاح نفسه وصلاح الناس أفضل من عبادة حول كامل.[7]
- لو كان يكتفي من العلم بشيء، لاكتفى موسى بما عنده ولكنه طلب الزيادة.[7]
- تكرير الحديث في المجلس يذهب نوره ، وما قلت لأحد قط : أعد علي.[3]
- إن الرجل ليشبع من الكلام كما يشبع من الطعام.[3]

## وفاته
مات في واسط بالعراق بمرض الطاعون.